# Detektiv Conan – Das Phantom der Baker Street
Detektiv Conan – Das Phantom der Baker Street (japanisch 名探偵コナン ベイカー街の亡霊 Meitantei Konan: Beikā-gai no Bōrei) ist der sechste Film des Animes Detektiv Conan aus dem Jahr 2002. In Deutschland erschien der Film 2008 bei Kazé Anime auf DVD. Die deutsche Erstausstrahlung fand am 17. und 18. Januar 2011 als Zweiteiler bei RTL II statt.

## Handlung
Der Film beginnt mit einer Reportage über ein Kind namens Hiroki Sawada, welches von Thomas Schindler, einem Nachfahren des Serienmörders Jack the Ripper und dem „Zaren der IT-Industrie“ entführt wurde. Hiroka fertigt für ihn ein DNS-Suchprogramm und somit ein Computergehirn an. Hiroki begeht Selbstmord, nachdem ihn Schindler immer mehr einsperrt.
Im Rathaus von Beika wird ein neues Videospiel namens „Cocoon“ von der Schindler Company vorgestellt. Bei der Präsentation dieses Virtual-Reality-Spiels sind Conan, die Mōris und auch die Detective Boys anwesend. Zu den Testpersonen gehören vor allem Kinder aus verschiedenen Gesellschaftsschichten und auch die Detective Boys und Ran erhalten die Möglichkeit teilzunehmen. Doch als das Spiel beginnt, wird der Entwickler von „Cocoon“ ermordet aufgefunden und eine Künstliche Intelligenz namens „Noahs Arche“ übernimmt das Spiel, was nun zu einem tödlichen Spiel wird. „Noahs Arche“ will dadurch auf radikale Weise die japanische Gesellschaft ändern. Conan muss nun das Spiel gewinnen, das im viktorianischen London spielt, und mit Hilfe von Sherlock Holmes Jack the Ripper fangen. Zur gleichen Zeit außerhalb des Spiels versucht Conans Vater, den Mord aufzuklären.

## Produktion und Veröffentlichung
Der Film entstand unter der Regie von Kenji Kodama bei TMS Entertainment. Das Drehbuch schrieb Hisashi Nozawa und das Charakterdesign entwarf Masatomo Sudō. Die künstlerische Leitung lag bei Yukihiro Shibutani. Die 3D-Effekte entstanden unter der Leitung von Hiroaki Matsuura.
Am 20. April 2002 kam der Film in die japanischen Kinos. In Deutschland erschien der Film 2008 bei Kazé Anime auf DVD. Die deutsche Erstausstrahlung fand am 17. und 18. Januar 2011 als Zweiteiler bei RTL II statt. Außerdem wurde der Anime ins Englische, Koreanische, Spanische, Italienische und Chinesische übersetzt.

## Synchronisation
| Figur                         | Japanischer Sprecher (Seiyū) | Deutscher Sprecher    |
| ----------------------------- | ---------------------------- | --------------------- |
| Conan Edogawa                 | Minami Takayama              | Tobias Müller         |
| Shin’ichi Kudō                | Kappei Yamaguchi             | Tobias Müller         |
| Ran Mōri                      | Wakana Yamazaki              | Giuliana Jakobeit     |
| Kogorō Mōri                   | Akira Kamiya                 | Jörg Hengstler        |
| Ai Haibara                    | Megumi Hayashibara           | Andrea Kathrin Loewig |
| Ayumi Yoshida                 | Yukiko Iwai                  | Julia Meynen          |
| Mitsuhiko Tsuburaya           | Ikue Ōtani                   | Fabian Hollwitz       |
| Genta Kojima                  | Wataru Takagi                | Michael Iwannek       |
| Professor Hiroshi Agasa       | Ken’ichi Ogata               | Rüdiger Evers         |
| Sonoko Suzuki                 | Naoko Matsui                 | Jill Böttcher         |
| Kommissar Jūzō Megure         | Hirotaka Shimasawa           | Klaus-Dieter Klebsch  |
| Inspektor Ninzaburō Shiratori | Kaneto Shiozawa              | Alexander Doering     |
| Inspektor Shintarō Chaki      | Nobuo Tanaka                 | Axel Lutter           |
| Yusaku Kudō                   | Hideyuki Tanaka              | Thomas Petruo         |
| Yukiko Kudō als Irene Adler   | Sumi Shimamoto               | Marina Krogull        |
| Thomas Schindler              | Masane Tsukayama             | Elmar Gutmann         |
| Hiroki Sawada                 | Ai Orikasa                   | Hannes Maurer         |
| Tadaaki Kashimura             | Hiroaki Hirata               | Jaron Löwenberg       |

## Hintergrund
Irene Adler wird von Yukiko Kudo, Conans Mutter, dargestellt.
Arche Noah ist in diesem Fall gleichbedeutend mit einem Neuanfang der Menschheit.
Unter den Tatverdächtigen im Fall „Jack the Ripper“ waren auch zwei Frauen, Mary Pearcey und Mary Elizabeth „Lizzie“ Ann Williams. Im Jahr 2006 untersuchten australische Wissenschaftler mit der sogenannten Cell-Track-ID-Methode DNS-Proben, die insbesondere den gummierten Rückseiten der bei der Polizei und den Zeitungen eingesandten Briefen entnommen wurden, und kamen u. a. zum Ergebnis, dass der Täter möglicherweise eine Frau war. Der Film hat diese Möglichkeit nicht ausgeschlossen.

## Rezeption
Der Film spielte in Japan 3,4 Milliarden Yen ein und gehörte damit zu den erfolgreichsten Filmen von 2002. Als der Film 2018 im japanischen Fernsehen gezeigt wurde, erreichte er einen Marktanteil von 7,4 %.
Die Mangaszene nennt den „gut gelungen, auch dank einer tragischen Figur bei den Gegenspielern und dem kleinen Schuß Gesellschaftskritik“. Besonders auch das Aufgreifen von Figuren Sherlock Holmes, dem Vorbild Conans, „macht […] natürlich Laune“.
Eine Szene aus dem Film, in der Ai Haibara die Weitergabe politischer Posten in Japan über Generationen hinweg kritisiert, wurde 2012 vom chinesischen Sender CCTV verwendet, um die Ergebnisse der japanische Parlamentswahl 2012 und die Richtung der japanischen Politik zu kritisieren.